# Seasogonia dunsiriensis
Seasogonia dunsiriensis är en insektsart som först beskrevs av William Lucas Distant 1908.  Seasogonia dunsiriensis ingår i släktet Seasogonia och familjen dvärgstritar. Inga underarter finns listade i Catalogue of Life.